# Beelzebufo ampiga

Tamaño comparativo de Beelzebufo con una mano humana

Beelzebufo ampiga es una especie extinta de anuro ceratófido, que vivió hace aproximadamente 70 millones de años, en el Maastrichtiense (Cretácico Superior), en lo que hoy es Madagascar. La especie, la única del género, es el anuro de mayor tamaño conocido.

## Descripción

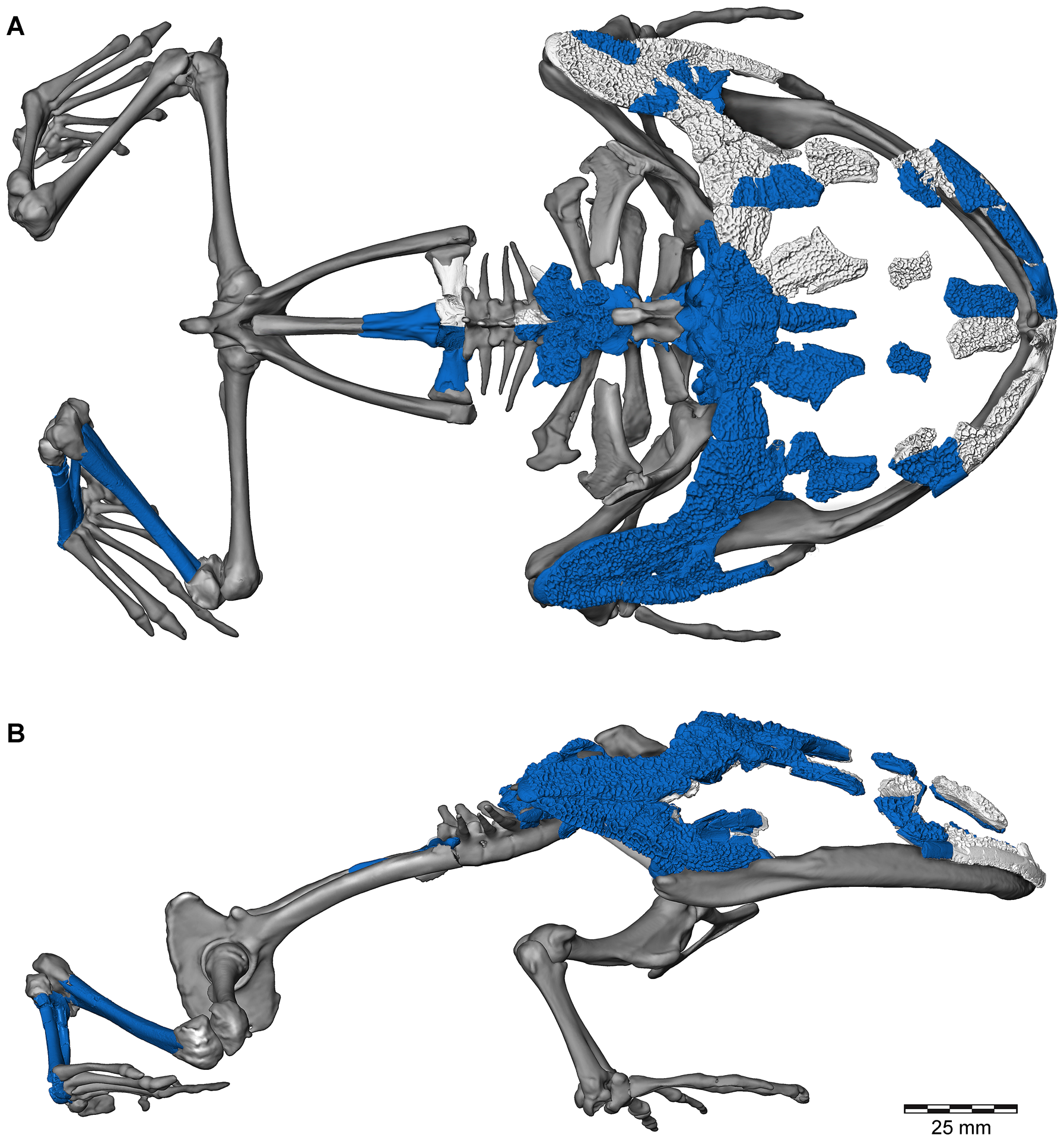
Reconstrucción del fósil en tres dimensiones.

Beelzebufo poseía una gruesa coraza y estaba provisto de mandíbulas y dientes poderosos. Esta especie podía medir 41 cm y pesar hasta 4,5 kg. La cabeza era grande, y los huesos de la bóveda craneana muestran una superficie externa rugosa, lo que indica que al menos parte de la cabeza puede haber tenido escamas óseas, llamadas osteodermos.
En comparación con las especies actuales de la familia Ceratophryidae, Beelzebufo era un depredador cuya boca expansiva le permitía comer presas relativamente grandes, como pequeños vertebrados, lagartos e incluso dinosaurios jóvenes. Era probablemente un anuro de tierra seca, que vivía en ambientes áridos.[cita requerida]

## Descubrimiento
Los primeros fragmentos fósiles fueron descubiertos en 1993 en la Formación Maevarano por David W. Krause de la Universidad Stony Brook de la Ciudad de Nueva York, pero hubo que esperar 15 años más para que los científicos Susan E. Evans, Marc E.H. Jones, y Krause pudiesen reunir suficientes datos para su publicación en Proceedings of the National Academy of Sciences, la revista de la Academia Nacional de las Ciencias de Estados Unidos. Desde su descubrimiento, han sido encontrados unos 75 fragmentos fósiles más. Los investigadores han podido reconstruir partes del esqueleto de la rana, incluyendo casi todo el cráneo.

## Comparación con ranas gigantes de la actualidad
Beelzebufo era más grande que cualquier sapo o rana actual, incluso más grande que la rana goliat, la cual puede llegar a medir 33 centímetros de largo, y que la rana gigante del Lago Titicaca, la cual puede llegar a medir 25 centímetros de largo, aunque es de destacar que Jacques Yves Cousteau en estudios de campo en el Lago Titicaca llegó a informar de ejemplares de esta especie de hasta 60 cm de largo, medida que superaría a Beelzebufo.

## Controversia
La presencia de Beelzebufo en Madagascar plantea una pregunta importante para los biogeógrafos, de por qué las especies actuales relacionadas con esta enorme rana se encuentran en Sudamérica. La mayoría de los científicos piensan que Madagascar se separó de África hace alrededor de 160 millones de años, durante la fragmentación del supercontinente Gondwana, luego se separó de la India y se convirtió en isla hace 88 millones de años. Pero la presencia Beelzebufo y otros fósiles de Madagascar relacionados con los sudamericanos sugieren que existió una conexión terrestre entre Sudamérica, Madagascar y posiblemente la Antártida hasta hace unos 70 millones de años.